# Biệt đội súng trường Ba Lan

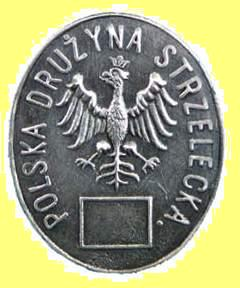
Huy hiệu của Biệt đội súng trường Ba Lan

Biệt đội Súng trường Ba Lan (Polskie Drużyny Strzeleckie, PDS) là một tổ chức bán quân sự ủng hộ độc lập của Ba Lan, được thành lập vào năm 1911 bởi Tổ chức Độc lập Thanh niên Zarzewie trong khu vực Áo - Hung của Ba Lan được phân chia. Trong số những người sáng lập của nó có Norwid Neugebauer, Marian Januszajtis-Żegota, Henryk Bagiński và Eugeniusz Homer.
Tổ chức này có tinh thần tương tự và hợp tác chặt chẽ với Hiệp hội Riflemen. Nó cũng được hỗ trợ bởi chính phủ Áo-Hung, vốn muốn tăng một quân đội Ba Lan để sử dụng trong Thế chiến thứ nhất. Đến năm 1914, tổ chức có 6.000 thành viên. Hầu hết trong số họ tham gia Quân đoàn Ba Lan của Józef Piłsudski trong Thế chiến thứ nhất.
Trước khi được hợp pháp hóa, PDS hoạt động như một tổ chức ngầm được gọi là Liên minh quân sự Ba Lan (Polski Zwiazek Wojskowy, PZW). Mục tiêu của nó là chuẩn bị cho đất nước Ba Lan chiến đấu giành độc lập, với trọng tâm là đào tạo các quân đoàn sĩ quan của quân đội tương lai. Vào tháng 10 năm 1910, PZW lấy tên là Armia Polska (Quân đội Ba Lan), tổ chức các khóa học bán quân sự ở Galicia thuộc Áo, cũng như ở Quốc hội Ba Lan và Vienna. Năm 1911-1912, sau khi hợp pháp hóa và đổi tên thành Ba Lan Rifle Squads, tổ chức này có 650 thành viên. Đến khi Chiến tranh thế giới thứ nhất bùng nổ, số thành viên của nó tăng lên nhanh chóng, lên đến hơn 6.000 thành viên, được chia thành 127 cái gọi là đội súng trường. PDS hợp tác chặt chẽ với Liên minh Đấu tranh Tích cực, và kết quả là cả hai tổ chức đã phối hợp hoạt động của họ, giới thiệu cùng một loại đồng phục. Các thành viên của PDS đã sử dụng một số loại vũ khí trong các khóa huấn luyện quân sự. Phổ biến nhất là Mannlicher – Schönauer và súng trường M1867 Werndl – Holub lỗi thời.